# مقاطعة سان باتريشيو (تكساس)
مقاطعة سان باتريشيو (بالإنجليزية: San Patricio  County)‏ هي إحدى المقاطعات في ولاية تكساس، الولايات المتحدة الأمريكية.